# スラッテンパッテン

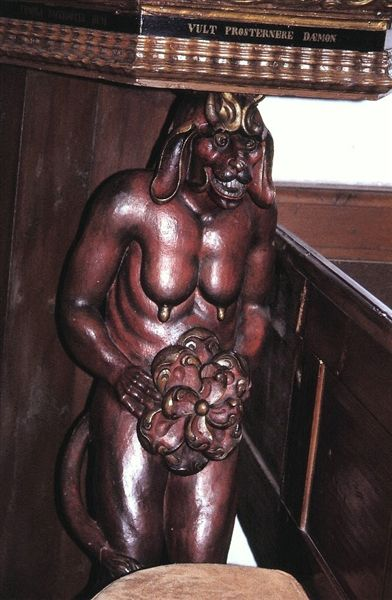
デンマークのヴェイロ教会にあるスラッテンパッテンの1668年の木彫刻。アーベル・シュローダー作

スラッテンパッテン（Slattenpatten、「弛緩した乳」または「垂れ下がった長い乳」の意）は、デンマークの伝承の女性の生物。 
この獣は「エルフ女」とも呼ばれるが、一般的に非常に美しいとされる「エルフ」とは異なり、スラッテンパッテンは乳房が非常に長いのが特徴である。純粋な美しさで男性の魂を盗む危険な「エルフ」と同様に、「スラッテンパッテン」も頭に焼き付く女性だった。伝説によると、コング・ウォリメルは毎晩彼女を追いまわして疲れ果てたが、翌朝彼女が戻ってくるのを見ただけだった。
乳は「膝まで」垂れ下がっており、肩越しに投げ掛けることができるため、背負われた子供が哺乳できる。スラッテンパッテンが追いかけられる状況では、単に乳を肩に掛けるだけなため、走る時も邪魔にならない。
伝説の人物スラッテンパッテンは、豊穣を象徴していると考えられている。その長い乳は、出産した全ての子供に栄養を与える根拠となっている。別の伝説によると、彼女はその長い乳で、水中にいる魚に母乳を与えた。したがって、スラッテンパッテンは水とも関連しており、特にデンマークのシェラン島の考古学者によると、彼女は水の女神と見なされている。